# Лум Реджепі
Лум Реджепі (алб. Lum Rexhepi, нар. 3 серпня 1992, Турку) — косовський та фінський футболіст, захисник клубу ГІК та національної збірної Косова.

## Клубна кар'єра
Народився 3 серпня 1992 року в місті Турку. Вихованець юнацької команди клубу ГІК.
У дорослому футболі дебютував 2011 року виступами за команду «Гонка», в якій провів чотири сезони, взявши участь у 63 матчах чемпіонату і 2012 року виграв з командою Кубок Фінляндії.
27 січня 2015 року Лум підписав контракт з норвезьким «Ліллестремом», проте через травми за сезон так і не зіграв за команду жодного матчу, після чого покинув клуб.
25 січня 2016 року Реджепі підписав контракт з рідною командою ГІК терміном на один рік. Відтоді встиг відіграти за клуб 21 матч в національному чемпіонаті.

## Виступи за збірні
2006 року дебютував у складі юнацької збірної Фінляндії, взяв участь у 49 іграх на юнацькому рівні, відзначившись 6 забитими голами.
Протягом 2011—2014 років залучався до складу молодіжної збірної Фінляндії. На молодіжному рівні зіграв у 9 офіційних матчах.
26 січня 2013 року дебютував в офіційних матчах у складі національної збірної Фінляндії в матчі проти збірної Швеції (0:3), проте більше за неї не грав, оскільки з наступного року вирішив виступати у складі збірної Косова. 5 березня 2014 року дебютував в офіційних іграх у складі національної збірної Косова в товариському матчі проти збірної Гаїті, замінивши на 65-й хвилині Лорета Садіку.. Цей матч був першим офіційно визнаним матчем збірної.

## Статистика виступів

### Статистика клубних виступів
| Сезон             | Команда           | Чемпіонат         | Чемпіонат | Чемпіонат | Національний кубок | Національний кубок | Національний кубок | Континентальні кубки | Континентальні кубки | Континентальні кубки | Інші змагання | Інші змагання | Інші змагання | Усього | Усього |
| Сезон             | Команда           | Ліга              | Ігор      | Голів     | Ліга               | Ігор               | Голів              | Ліга                 | Ігор                 | Голів                | Ліга          | Ігор          | Голів         | Ігор   | Голів  |
| ----------------- | ----------------- | ----------------- | --------- | --------- | ------------------ | ------------------ | ------------------ | -------------------- | -------------------- | -------------------- | ------------- | ------------- | ------------- | ------ | ------ |
| 2011              | «Гонка»           | ВЛ                | 15        | 1         | КФ+КЛ              | 0+7                | 2                  | -                    | -                    | -                    | -             | -             | -             | 22     | 3      |
| 2012              | «Гонка»           | ВЛ                | 18        | 1         | КФ+КЛ              | 1+6                | 0+2                | ЛЄ                   | -                    | -                    | -             | -             | -             | 25     | 3      |
| 2013              | «Гонка»           | ВЛ                | 8         | 0         | КФ+КЛ              | 3+5                | 0                  | -                    | -                    | -                    | -             | -             | -             | 16     | 0      |
| 2014              | «Гонка»           | ВЛ                | 22        | 0         | КФ+КЛ              | 1+1                | 0                  | -                    | -                    | -                    | -             | -             | -             | 24     | 0      |
| 2015              | «Гонка»           | ВЛ                | 0         | 0         | КФ+КЛ              | 1+0                | 0                  | ЛЄ                   | -                    | -                    | -             | -             | -             | 1      | 0      |
| Усього за «Гонку» | Усього за «Гонку» | Усього за «Гонку» | 63        | 2         |                    | 25                 | 4                  |                      | -                    | -                    |               |               |               | 88     | 6      |
| 2015              | «Ліллестрем»      | ЕС                | 0         | 0         | КН                 | -                  | -                  | -                    | -                    | -                    | -             | -             | -             | 0      | 0      |
| 2016              | ГІК               | ВЛ                | 0         | 0         | КФ+КЛ              | 0                  | 0                  | ЛЄ                   | 0                    | 0                    | -             | -             | -             | 0      | 0      |
| Усього за кар'єру | Усього за кар'єру | Усього за кар'єру | 63        | 2         |                    | 25                 | 4                  |                      | -                    | -                    |               |               |               | 88     | 6      |

### Статистика виступів за збірну
| Дата      | Місто    | Господарі | Результат | Гості     | Турнір          | Голи | Примітки |
| --------- | -------- | --------- | --------- | --------- | --------------- | ---- | -------- |
| 26-1-2013 | Чіангмай | Швеція    | 3 – 0     | Фінляндія | King's Cup 2013 | -    | 77'      |
| Усього    |          | Матчів    | 1         |           | Голів           | 0    |          |

| Дата       | Місто               | Господарі         | Результат | Гості     | Турнір           | Голи | Примітки |
| ---------- | ------------------- | ----------------- | --------- | --------- | ---------------- | ---- | -------- |
| 5-3-2014   | Косовська Мітровіца | Косово            | 0 – 0     | Гаїті     | товариський матч | -    |          |
| 21-6-2014  | Косовська Мітровіца | Косово            | 1 – 6     | Туреччина | товариський матч | -    |          |
| 03-06-2016 | Франкфурт-на-Майні  | Фарерські острови | 0 – 2     | Косово    | товариський матч | -    |          |
| Усього     |                     | Матчів            | 3         |           | Голів            | 0    |          |

## Титули і досягнення
- Володар Кубка фінської ліги (1):

«Гонка»: 2011
- Володар Кубка Фінляндії (1):

«Гонка»: 2012
- Чемпіон Албанії (1):

«Партизані»: 2018-19